# Supercoppa dei Paesi Bassi 2010
La Supercoppa dei Paesi Bassi 2010 (ufficialmente Johan Cruijff Schaal XV) è stata la ventunesima edizione della Johan Cruijff Schaal.
Si è svolta il 31 luglio 2010 all'Amsterdam ArenA tra il Twente, vincitore della Eredivisie 2009-2010, e l'Ajax, vincitore della KNVB beker 2009-2010.
A conquistare il titolo è stato il Twente che ha vinto per 1-0 con rete di Luuk de Jong.

## Partecipanti
| Squadre | Qualificazione                       | Partecipazioni precedenti (il grassetto indica la vittoria)           |
| ------- | ------------------------------------ | --------------------------------------------------------------------- |
| Twente  | Vincitore della Eredivisie 2009-2010 | 1 (2001)                                                              |
| Ajax    | Vincitore della KNVB beker 2009-2010 | 11 (1993, 1994, 1995, 1996, 1998, 1999, 2002, 2004, 2005, 2006, 2007) |

## Tabellino
| Arbitro: | Blom |

|  |           |               |
|  | Marcatori | 8’ L. de Jong |

| Ajax | Twente |

### Formazioni
| Ajax:           |    |                      |          |        |
|                 |    |                      |          |        |
| P               | 1  | Maarten Stekelenburg |          |        |
| D               | 2  | Gregory van der Wiel |          |        |
| D               | 3  | Toby Alderweireld    |          |        |
| D               | 23 | Oleguer              |          |        |
| D               | 5  | Vurnon Anita         | 89’      |        |
| C               | 20 | Demy de Zeeuw        |          |        |
| C               | 10 | Siem de Jong         |          |        |
| C               | 6  | Eyong Enoh           |          | 5’     |
| A               | 16 | Luis Suárez (c)      | 10’, 42’ |        |
| A               | 21 | Suk Hyun-jun         |          | 46’    |
| A               | 8  | Christian Eriksen    |          |        |
| A disposizione: |    |                      |          |        |
| P               | 30 | Jeroen Verhoeven     |          |        |
| D               | 17 | Daley Blind          |          |        |
| C               | 11 | Urby Emanuelson      |          | 46’    |
| C               | 18 | Rasmus Lindgren      |          | 5’ 72’ |
| A               | 7  | Miralem Sulejmani    |          | 72’    |
| A               | 9  | Mounir El Hamdaoui   |          |        |
| A               | 24 | Marvin Zeegelaar     |          |        |
| Allenatore:     |    |                      |          |        |
| Martin Jol      |    |                      |          |        |

| Twente:            |    |                     |     |     |
|                    |    |                     |     |     |
| P                  | 13 | Nikolaj Mihajlov    |     |     |
| D                  | 33 | Dwight Tiendalli    |     |     |
| D                  | 19 | Douglas             |     |     |
| D                  | 4  | Peter Wisgerhof (c) |     |     |
| D                  | 2  | David Carney        |     |     |
| C                  | 6  | Wout Brama          |     |     |
| C                  | 18 | Cheik Tioté         | 88’ |     |
| C                  | 8  | Theo Janssen        |     |     |
| A                  | 10 | Bryan Ruiz          |     | 88’ |
| A                  | 9  | Luuk de Jong        | 54’ |     |
| A                  | 11 | Emir Bajrami        | 78’ | 81’ |
| A disposizione:    |    |                     |     |     |
| P                  | 45 | Nick Marsman        |     |     |
| D                  | 5  | Rasmus Bengtsson    |     |     |
| C                  | 17 | Alexander Bannink   |     | 88’ |
| C                  | 20 | Steven Berghuis     |     |     |
| C                  | 37 | Mitch Stockentree   |     |     |
| A                  | 7  | Vaqif Cavadov       |     |     |
| A                  | 14 | Bernard Parker      |     | 81’ |
| Allenatore:        |    |                     |     |     |
| Michel Preud'homme |    |                     |     |     |